# جغرافيا اليمن
يقع اليمن في جنوب غرب آسيا بين سلطنة عمان والمملكة العربية السعودية. ويشرف على مضيق باب المندب الذي يربط البحر الأحمر بالمحيط الهندي عن طريق خليج عدن. يحدها من الشمال السعودية ويبلغ طول الشريط الحدودي بين البلدين 1,458 كم و 288 كم مع عُمان من جهة الشرق. ومن الجنوب بحر العرب والغرب البحر الأحمر وتمتد الجبهة البحرية لليمن على مسافة قدرها (2500 كم)  أي أن كل كيلو متر من المساحة يقابله 182.2 كم2 وبمقارنة هذا المعدل بالمعدل العام للوطن العربي، والذي يبلغ 1/610 كم2 نجد بان سواحل اليمن طويلة نسبيا، ما يجعل مختلق المنطقة السياسية قريبة من السواحل.

## الموقع

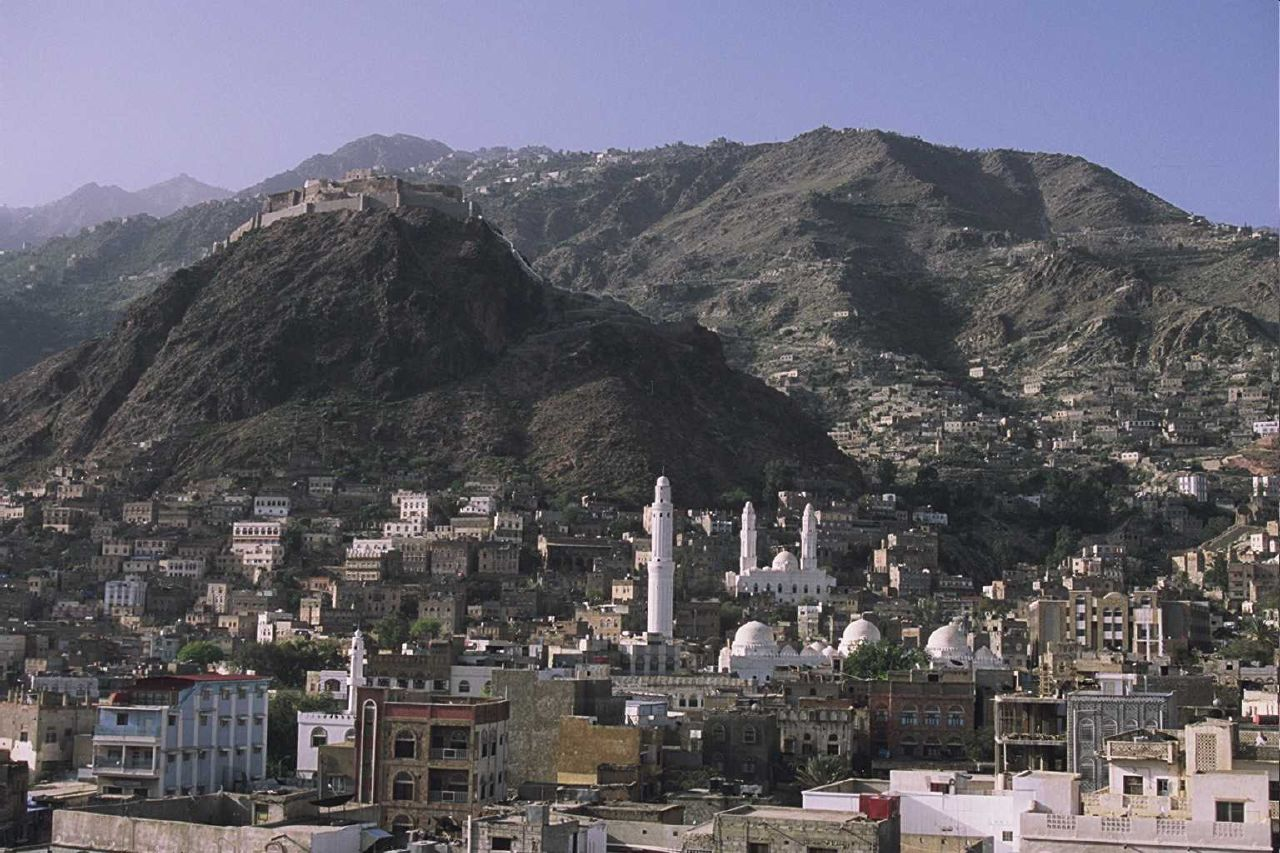
تعز مع الجبال المحيطة

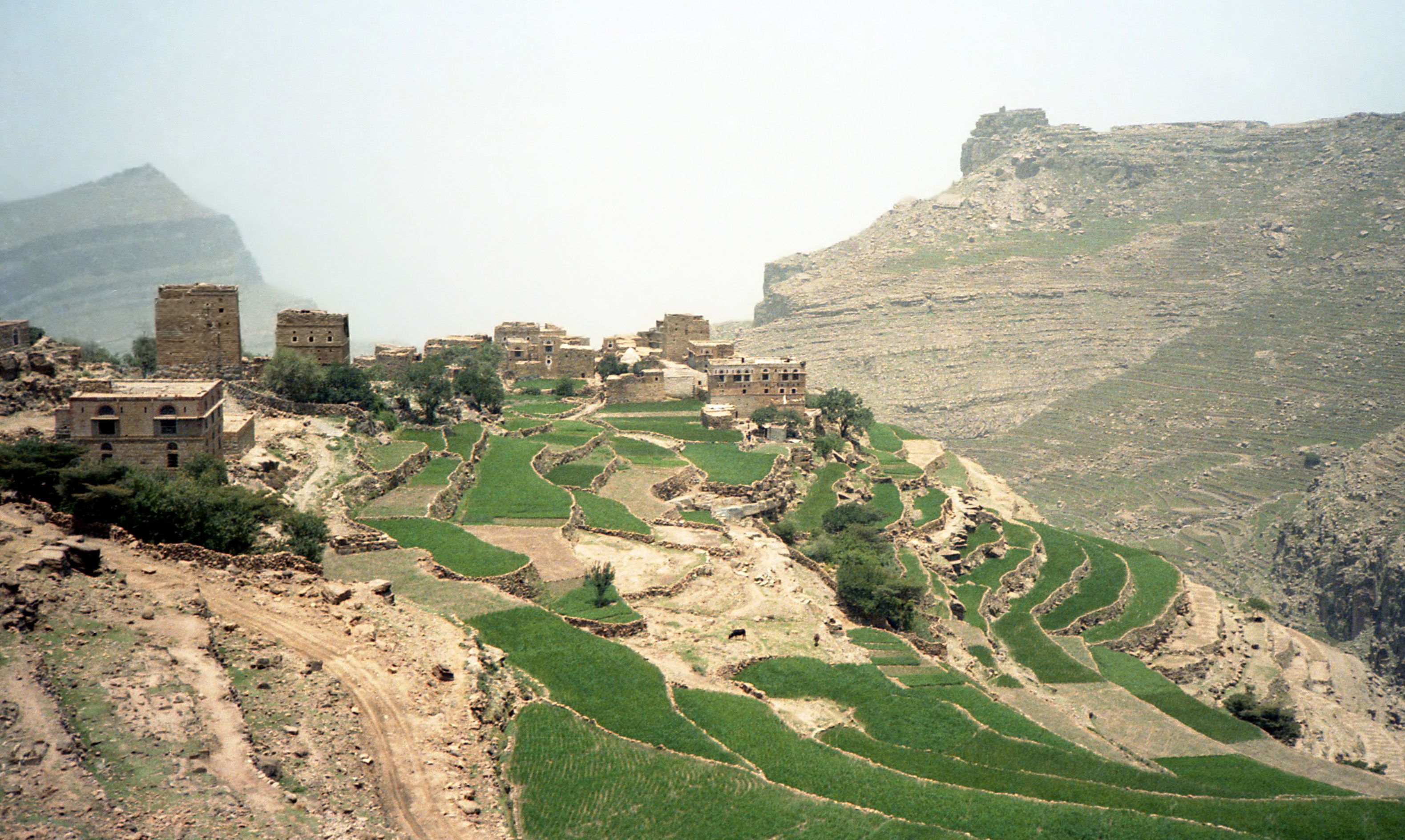
حقول المدرجات بالقرب من مديرية الطويلة بالمحويت

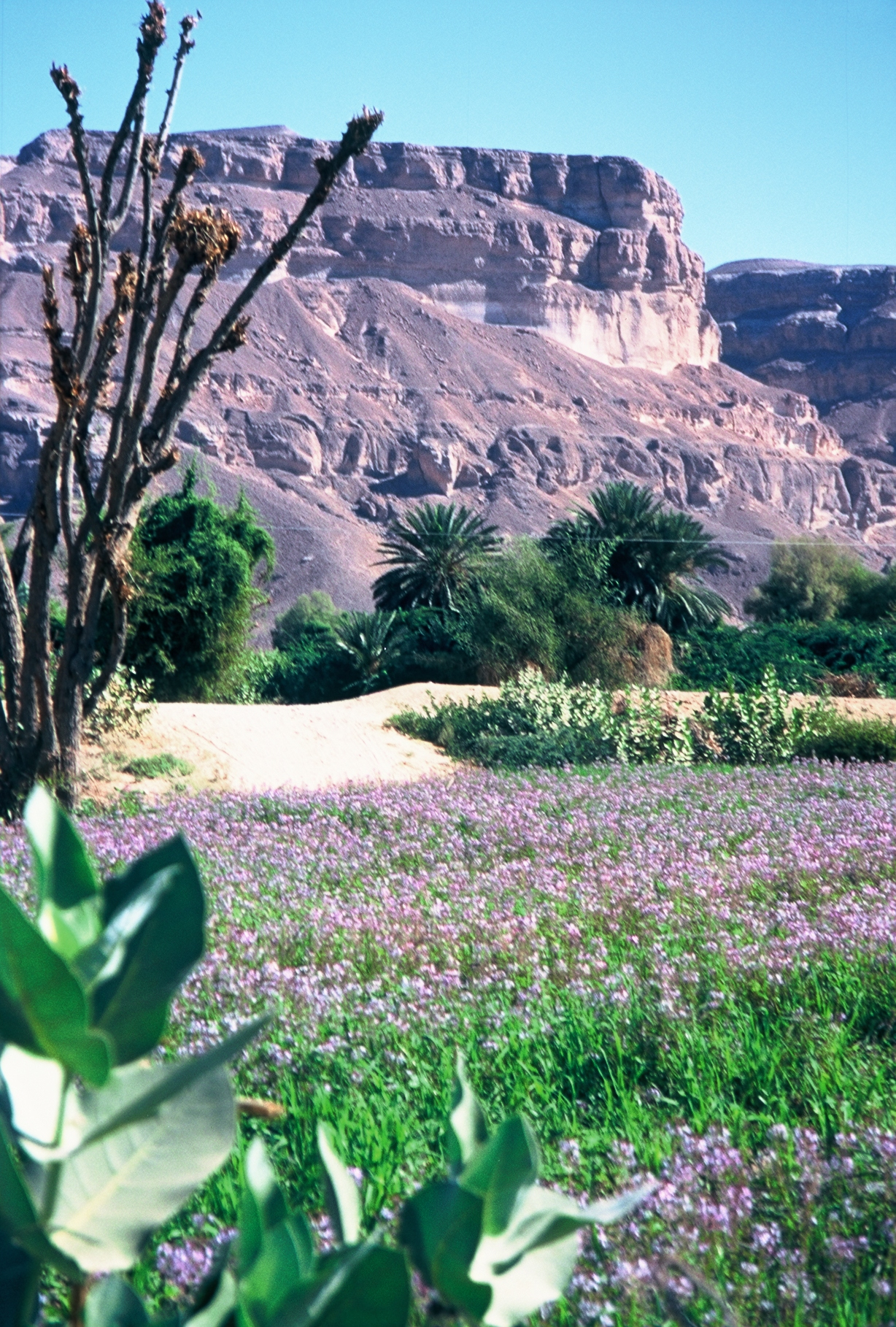
حضرموت

### الموقع الفلكي
يقع اليمن بين دائرتي عرض (12- 19) شمالاً، وبين خطي طول 41 و 54 شرقا ويظهر من موقع اليمن الفلكي أنها تقع ضمن 7 دوائر عرض 13 خط طول وهو ما يعكس شكل المساحة المتطاول  ويحدد موقع اليمن ضمن المنطقة المدارية المتميزة بالمناخ الجاف ولولا وجود التباين في التضاريس في اليمن لأضحت صحراء من ضمن الصحاري المدارية الحارة كدول شبه الجزيرة العربية, والمنطقة الصحراوية شرق اليمن بما يعني أن الموقع الفلكي لليمن يعد أحد مواطن الضعف الشديدة في قوة اليمن، ووزنها الاقتصادي وعلى طبيعة الغطاء النباتي، والتربة, والإنتاج الزراعي المنخفض نتيجة قلة الإمطار ، وندرة المياه ليكون الموقع الفلكي أحد العوامل الثابتة والمؤثرة في الحياة الاقتصادية.

### الموقع البحري
يتميز موقع اليمن البحري بأنه يتكون من جبهتين مائيتين بالإضافة إلى تحكمه بمضيق باب المندب أحد المضايق المائية المهمة باعتباره عنق الزجاجة بالنسبة للبحر الأحمر، والذي يتحكم بالطرق التجارية بين الشرق والغرب، ويمر عبره 3,3 مليون برميل نفط يوميا بما نسبته 4% من الطلب العالمي على النفط ، وتمر عبره 21 ألف سفينة سنويا وتمثل الشحنات التجارية التي تمر عبر الممر بما يعادل 10% من الشحنات التجارية العالمية. مما يجعله يحتل المرتبة الثالثة عالميا بعد مضيق هرمز ومضيق ملقا من حيث كمية النفط التي تعيره يوميا، مما زاد أهميته الاستراتيجية، وزاد من قيمته الاقتصادية، حيث يتيح لليمن التوسع في علاقاتها السياسية، والاقتصادية, والعسكرية، ويمنحها حدوداً طبيعية مثالية لما يشكله البحر من عازل طبيعي بين اليمن, وغيرها، باعتبار أن حماية الحدود البحرية أقل كلفة إذا قورنت بمتطلبات الحماية للحدود البرية الواسعة، والتي تحتاج إلى قوة كبيرة للدفاع، كما يعطيها الأمان لتجارتها الدولية إذا ما تعرضت جبهاتها الأخرى لأي تهديد.
كما يمتلك اليمن العديد من الجزر اليمنية ذات الموقع الهام، والتي تضاعف من الأهمية الإستراتيجية للموقع البحري، لما تمنحه من ميزه الانتشار، والتوزيع للمراكز التجارية، والقواعد البحرية، والجوية، فجزيرة سقطرى مثلا تشكل عقبة للقفز إلى البر الآسيوي (الجزيرة العربية) وإلى البر الإفريقي بالإضافة إلى وقوعها على طريق هام لنقل النفط العالمي عن طريق باب المندب وقناة السويس.
وتمتد الجبهة البحرية لليمن على مسافة قدرها (2500 كم) أي أن كل كيلو متر من المساحة يقابله 182.2 كم2 وبمقارنة هذا المعدل بالمعدل العام للوطن العربي، والذي يبلغ 1/610 كم2 نجد بأن سواحل اليمن طويلة نسبيا، ما يجعل مختلق المنطقة السياسية قريبة من السواحل.

## المساحة
تبلغ المساحة الإجمالية للجمهورية اليمنية 555,000 كيلو متر مربع.
| م               | المحافظة            | مساحة المحافظة كم2 | اجمالي المساحة كم2 |
| --------------- | ------------------- | ------------------ | ------------------ |
| 1               | محافظة صنعاء        | 11,877             | 38,749             |
| 3               | محافظة عمران        | 7,911              | 38,749             |
| 4               | محافظة ذمار         | 7,586              | 38,749             |
| 5               | محافظة صعدة         | 11,375             | 38,749             |
| 6               | محافظة تعز          | 10,008             | 15,560             |
| 7               | محافظة إب           | 5,552              | 15,560             |
| 8               | محافظة الحديدة      | 17,509             | 29,979             |
| 9               | محافظة ريمة         | 1,915              | 29,979             |
| 10              | محافظة المحويت      | 2,328              | 29,979             |
| 11              | محافظة حجة          | 8,227              | 29,979             |
| 12              | محافظة حضرموت       | 189,382            | 302,913            |
| 13              | محافظة أرخبيل سقطرى | 3,650              | 302,913            |
| 14              | محافظة شبوة         | 42,584             | 302,913            |
| 15              | محافظة المهرة       | 67,297             | 302,913            |
| 16              | محافظة مأرب         | 17,405             | 66,214             |
| 17              | محافظة البيضاء      | 9,314              | 66,214             |
| 18              | محافظة الجوف        | 39,495             | 66,214             |
| 19              | محافظة عدن          | 750                | 34,440             |
| 20              | محافظة أبين         | 16,943             | 34,440             |
| 21              | محافظة لحج          | 12,648             | 34,440             |
| 22              | محافظة الضالع       | 4,099              | 34,440             |
| * العاصمة صنعاء | * العاصمة صنعاء     | * العاصمة صنعاء    | 390                |
| الإجمالي        | الإجمالي            | الإجمالي           | 555,900            |

## التضاريس

يتكون اليمن من خمسة أقاليم جغرافية هي :
- إقليم السهل الساحلي : يمتد هذا الإقليم من تهامة مرورا بالسواحل الجنوبية للبلاد في عدن وحضرموت والمهرة. يتخلل هذا الإقليم عدة هضاب وجبال ويشمل سهول تهامة وأبين وميفعة والسهل الساحلي الشرقي في محافظة المهرة[7]
- إقليم المرتفعات الجبلية : وهو أكبر أقاليم اليمن الجغرافية إذ يمتد من أقاصي الحدود الشمالية الغربية للبلاد حتى الحدود الجنوبية الشرقية. والجبال في هذا الإقليم هي الأعلى ارتفاعا في شبه الجزيرة العربية بمعدل 2000 م وتبلغ بعض القمم 3500 م أعلى هذه القمم هي قمة جبل النبي شعيب الذي يعد ثاني أعلى قمة في البلدان العربية بعد جبل توبقال في المملكة المغربية [8][9]
- إقليم الأحواض الجبلية : يتميز هذا الإقليم بالأحواض والسهول الجبلية في مرتفعاته وأكثريتها تقع في الجانب الشرقي من الإقليم حيث تكثر المياه الآتية من أقصى الشمال إلى أقصى الجنوب وتعبر في قاع يريم وذمار ومعبر وحوض صنعاء وعمران وصعدة.[10]
- إقليم المناطق الهضبية: تقع إلى الشرق والشمال من إقليم المرتفعات الجبلية وموازية لها لكنها تتسع أكثر باتجاه الربع الخالي وطبيعة هذا الإقليم صحراوية صخرية تتخله بعض الأودية وينقسم إلى قسمين الهضبة الغربية وأعلى ارتفاع لها قرابة 1300 م والهضبة الشرقية المتمثلة في هضبة حضرموت التي بدورها تنقسم إلى شمالية وجنوبية بسبب وادي حضرموت الذي يفصل بينهما.[11]
- إقليم الصحراء :إقليم رملي يكاد يخلو من غطاء نباتي بإسثناء مجاري الأمطار ويشمل أجزاء من صحراء الربع الخالي. تراوح ارتفاع السطح هنا بين (500-1000) م فوق مستوى سطح البحر.

### اقليم السهول الساحلية
تطوق اليمن سهول ساحلية من أقصى حدودها مع المملكة العربية السعودية غربا وحتى أقصى الشرق عند الحدود اليمنية العمانية بمسافة تقدر 2500 كلم وبعرض يتراوح بين 20إلى 60 كم بمساحة تقدر 1500 كيلومتر مربع أما السهل الجنوبي الشرقي والذي يمتد من رأس الشيخ سعد عند باب المندب غربا وحتى رأس ضربة علي عند نقطة الحدود اليمنية العمانية والذي يتميز بأنه أقل اتساعاً من الساحل الغربي حيث يتراوح عرضه بين 10الى 20 كلم ويغيب هذا الاتساع عند كثير من الأجزاء حيث تتقدم المرتفعات حتى البحر.
وتتميز السهول الساحلية بتطرف مناخها حيث يتراوح هطول الأمطار ما بين 50 إلى 100 ملم سنويا مع ارتفاع شديد في درجات الحرارة طول العام، ومما ساعد الاستيطان البشري في السهول هو مياه السيول القادمة من المرتفعات الجبلية الغربية والجنوبية والذي ساعد على ازدهار النشاط الزراعي من خلال استغلال مياه السيول المارة بالوديان التي تقع في السهول الساحلية، مما جعل السهول الساحلية أفضل مناطق اليمن من حيث الإنتاج الزراعي  والذي أدى إلى وجود تجمعات سكانية كبيرة بعكس المرتفعات الجبلية التي يتشتت فيها السكان ولذلك تأتي محافظة الحديدة التي تقع في السهول الساحلية الغربية من أكثر المحافظات من حيث عدد السكان ونسبة التحضر.

### إقليم المرتفعات الجبلية
تشمل المرتفعات الجبلية الجزء الغربي من الجمهورية اليمنية ولا يفصلها عن البحر سوى سهل تهامة، وتشكل نحو 18% من مساحة البلاد بينما يقطنها حوالي 80% من إجمالي عدد سكان اليمن ، وكان لاعتدال المناخ وتوفر الحماية في الماضي سبب التركيز السكاني في المرتفعات الجبلية، ومنها ينطلقون نحو السهول الساحلية عند تعرض البلاد للاعتداء الخارجي ونتيجة التركيز الشديد للسكان في هذه المرتفعات مثلت أحد أهم محددات عدم الاستقرار السياسي في اليمن عبر العصور والأزمان.
أدت المرتفعات الجبلية إلى خلق جماعات حضارية وإقليمية متباينة نظرا لصعوبة الاتصال والعزلة الجغرافية، وأدت إلى تنوع داخلي كبير سواء من حيث العادات أم التنوع المذهبي (شافعي – زيدي – إسماعيلي)  فأهالي الجبال يكونون في العادة أصحاب مذاهب تخالف أهل السهل، فأهل الجبال الشمالية العالية يعتقدون بالمذهب الزيدي، بينما سكان المرتفعات في المناطق الوسطى والسواحل يعتنقون المذهب الشافعي، وهذا ما دفع (جيكوب) إلى القول (أن وجود الاختلافات المذهبية القائمة في اليمن يرجع إلى العوامل الطبيعية تلك الاختلافات التي توجد عند كل قطر ينقسم سكانه بين السهول والجبال، والتي تختفي وراءها واجهات مذهبية أو حزبية أو غيرها. 
كذلك نجد أن التضاريس الشديدة أدت إلى صعوبة الاتصال نتيجة قلة المسالك وضعف الأقاليم اقتصاديا وكثافة السكان أدت إلى عملية دفع كبيرة لهجرة السكان إلى الدول المجاورة بطريقة شرعية أو غير شرعية، كما أدت التضاريس إلى بعثرة السكان في مستوطنات بشرية كثيرة حيث يصل عدد قرى اليمن إلى 41800 قرية مما أثر على قدرة الدولة في إنشاء شبكة مواصلات بين هذه التجمعات المتناثرة في القرى الريفية والتي يصل نسبة عدد سكانها إلى أكثر من 70% من إجمالي عدد سكان الجمهورية اليمنية حسب تعداد 1990م.

### إقليم الهضبة الشرقية
إقليم الهضبة الشرقية يشغل النصف الشرقي من أراضي الجمهورية اليمنية، ويبلغ متوسط الارتفاع عن سطح البحر نحو 1000م, تصل درجة الحرارة فيه إلى أكثر 40 درجة مئوية، ويبلغ معدل هطول الإمطار 100 مم، وبسبب الظروف المناخية القاسية وانخفاض معدل هطول الأمطار، أصبح الإقليم مخلخلا بالسكان والإنتاج الزراعي لا يكاد يسد حاجيات عدد قليل منهم، ويعد هذه الإقليم من أفقر الأقاليم اليمنية لولا الاكتشافات النفطية التي اكتشفت فيه مؤخرا.
ومن الناحية العسكرية فأن إقليم الهضبة الشرقية لا يتمتع بأي حماية طبيعية لخلوه من الموانع باستثناء بعض التلال الجبلية المتعرجة، إضافة إلى التخلخل السكاني يجعل الدفاع عن هذه الإقليم صعبا في ظل الظروف الحالية لليمن كما أن الطبيعة شبة الصحراوية تجعل العمل في هذا الإقليم صعبا وشاقا. 

## المناخ
الجو حار ودرجة الرطوبة عالية في المناطق الساحلية ومعتدل في المناطق الجبلية وجاف وحار في المناطق الشرقية للبلاد 
- الساحل الغربي: تصل درجة الحرارة إلى 54 درجة مئوية خلال فصل الصيف و 35 درجة مئوية شتاء[20]
- الساحل الجنوبي: 37 درجة مئوية صيفا و 25 شتاء[21] كمية الأمطار لا تزيد عن 100 مليمتر في السنة ولا تتجاوز 10 أيام فقط في السنة [22]
- المرتفعات: تتمتع بمناخ معتدل في معظم أيام السنة، على الرغم من أنه يمكن أن يصبح حار في الظهر وبارد في الليل وخصوصا بين شهري أكتوبر وفبراير.تصل درجة الحرارة إلى 5 درجات مئوية من نوفمبر إلى يناير و 25 درجة مئوية في يوليو[23]

تسجل الأمطار أعلى قيمها في المنطقة الجبلية الوسطى حيث تتراوح كميتها السنوية بين 400 -1100 مليمتر تقريباً وبمعدل سنوي يقترب من 750 مليمتر
أيضا هذه المنطقة تسجل أعلى عدد للأيام الممطرة والتي قد تصل إلى أكثر من 156 يوم في السنة وبمعدل سنوي 94 يوم في السنة.

## الساحل والمطالبات البحرية

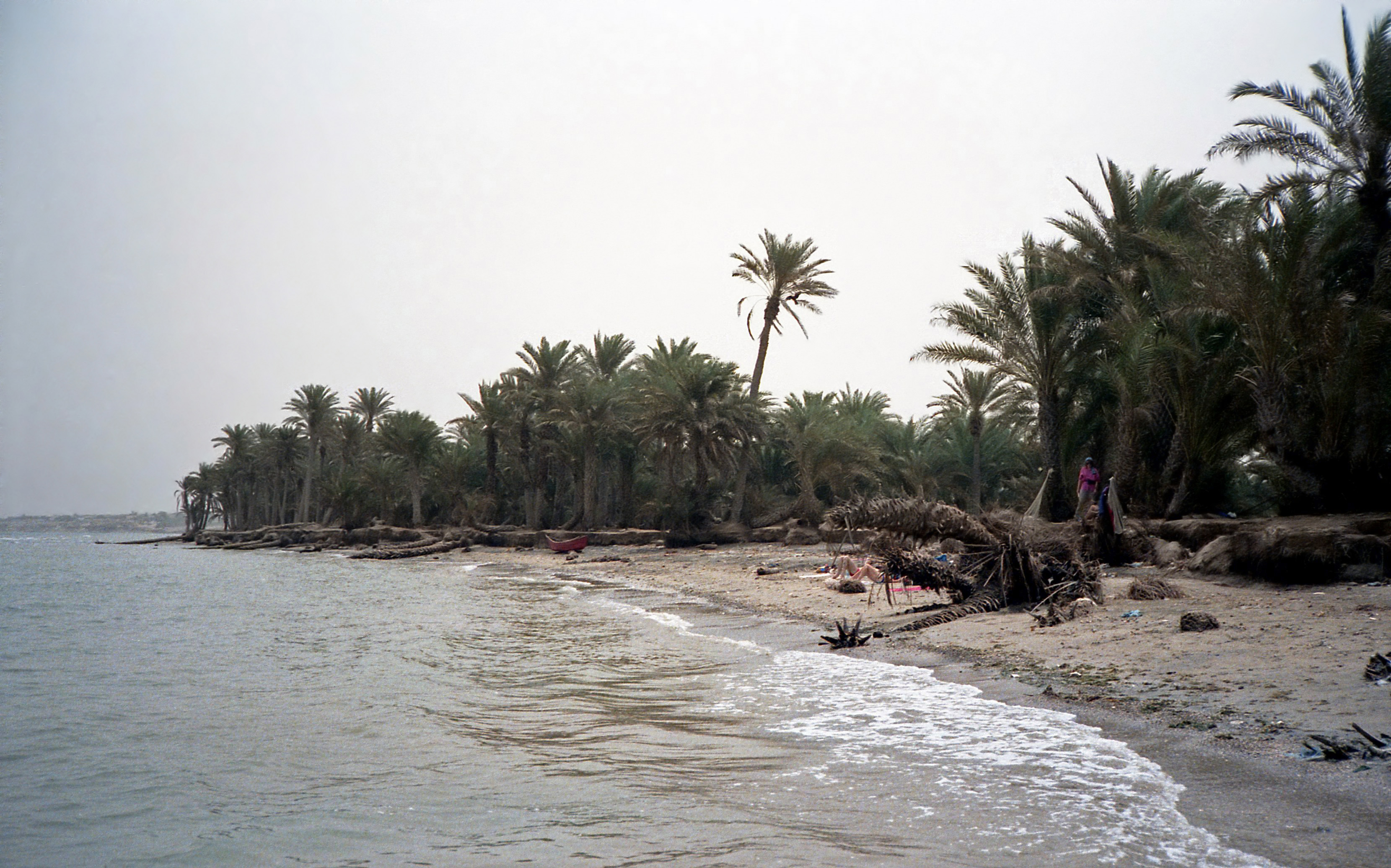
ساحل تهامة

اليمن لديها 1906 كيلومتر (1184 ميل) من الساحل على طول بحر العرب وخليج عدن والبحر الأحمر. اليمن تطالب المياه الإقليمية من 12 ميلا بحريا (13.8 ميل، 22.2 كم)، وهي المنطقة المتاخمة من 24 ميلا بحريا (27.6 ميل، 44.4 كم)، والمنطقة الاقتصادية الخالصة من 200 ميلا بحريا (230.2 ميل؛ 370.4 كلم)، والجرف القاري من 200 ميلا بحريا (230.2 ميل؛ 370.4 كم). أو إلى حافة الهامش القاري

## الموارد الطبيعية
الموارد الطبيعية في اليمن الرئيسية هي النفط والغاز الطبيعي فضلا عن الأراضي المنتجة زراعيا في الغرب. الموارد الطبيعية الأخرى وتشمل الأسماك والمأكولات البحرية والملح الصخري، والرخام، والودائع طفيفة من الفحم والذهب والرصاص والنيكل والنحاس.

## استخدام الأراضي
تُعد 2.9 في المئة فقط من مساحة اليمن أراضٍ صالحة للزراعة، ويزرع أقل من 0.3 في المئة من الأراضي بمحاصيل دائمة. تُرْوَى حوالي 4900 كيلو متر مربع (1900 ميل مربع) من الأراضي. وفقًا للأمم المتحدة، يمتلك اليمن 19550 كيلومترا مربعا (7550 ميل مربع) من الغابات والأراضي الحرجية الأخرى، التي تشكل نحو 4 في المئة من إجمالي مساحة الأراضي.

## العوامل البيئية
اليمن يخضع لالعواصف الرملية والعواصف الترابية، مما أدى إلى تآكل التربة وتلف المحاصيل. وقد محدودة جدا للبلد المياه العذبة الطبيعية، وبالتالي عدم كفاية الإمدادات من المياه الصالحة للشرب. التصحر (تدهور الأراضي الزراعية بسبب الجفاف) والرعي الجائر أيضا مشاكل. ومن طرف الدولي للتنوع البيولوجي وتغير المناخ، والتصحر، والأنواع المهددة بالانقراض، والتغيير في البيئة، والنفايات الخطرة، قانون البحار، وحظر التجارب النووية، طبقة الأوزون اتفاقات الحماية.

## الأراضي المتنازع عليها
تم حل نزاع طويل الأمد بين المملكة العربية السعودية واليمن في يونيو حزيران 2000 مع التوقيع على معاهدة جدة. وينص هذا الاتفاق تنسق لاستخدامها في ترسيم الحدود البرية والبحرية، بما في ذلك الفرع في المنطقة الصحراوية شرقي اليمن الذي يحتوي على كميات كبيرة محتملة من النفط. الاحتكاك بين البلدين في السنوات الأخيرة حول أمن الحدود يبدو أنه قد تم تخفيفها من خلال إنشاء دوريات مشتركة على الحدود. منحت بعد سنوات من النزاع بين اليمن وأريتريا حول ملكية جزر حنيش وحقوق الصيد في البحر الأحمر، في عام 1999 لجنة تحكيم دولية السيادة على الجزر إلى اليمن. العلاقات بين البلدين ما زالت متوترة، واليمن لا يزال الاحتجاج الصيد الأريترية في المنطقة المتنازع عليها.

## منافذ اليمن
1. منافذ جوية :
| - مطار صنعاء الدولي - مطار عدن الدولي | - مطار الريان الدولي - مطار سيئون الدولي | - مطار تعز الدولي - مطار الحديدة الدولي |

2. منافذ برية :
| - منفذ حرض - منفذ البقع | - منفذ علبين - منفذ شحن | - منفذ صرفيت - منفذ الوديعة |

3. منافذ بحرية  :
| - ميناء عدن - ميناء المخاء - ميناء الحديدة | - ميناء المكلا - ميناء نشطون - ميناء قشن سيحوت | - ميناء الضبة - ميناء بير علي - ميناء بلحاف | - ميناء ذباب - ميناء الخوخة - ميناء الصليف | - ميناء رأس عيسى - ميناء الخوبة - ميناء اللحية | - ميناء رضوم - ميناء ميدي |